# M'n engelbewaarder
M'n engelbewaarder is een lied geschreven door de Nederlandse liedschrijver-muzikant Pierre Kartner. Het werd in 1976 als single uitgebracht door de Vlaamse zangeres Mieke, maar was in de hitlijsten in Nederland en België (Vlaanderen) geen groot succes (geen noteringen in de hitparades). In 2012 volgde nog een heruitgave (Mijn engelbewaarder), maar eveneens geen succes. In 2022 werd het succesvol gecoverd door de Nederlandse levensliedzanger Marco Schuitmaker met de titel Engelbewaarder.

## Mieke
De versie van Mieke is een nummer uit de genres levenslied en schlager. In het lied zingt de zangeres over hoe ze bijna een auto-ongeluk kreeg doordat ze in slaap valt, maar op het laatste moment toch weer helder is. Ze komt tot stilstand tegen een boom; moest uitgezaagd worden, ze lag een aantal dagen in het ziekenhuis. Dit realisatiemoment wordt toegeschreven aan de aanwezigheid van een "engelbewaarder". Het nummer was een van de minder succesvolle nummers uit de vele nummers die zijn voortgekomen uit de samenwerking van haar met Kartner. Kartner zou de tekst, aangedaan door het ongeluk, in een paar minuten geschreven hebben, zodat het nog net op de langspeelplaat meegeperst kon worden.

## Marco Schuitmaker
Schuitmaker coverde het nummer in 2022. Het was een meer dansbare versie dan het origineel en past in het genre levenspop. De door Schuitmaker en Harald Queens geproduceerde versie bleef tekstueel wel dicht bij het origineel. Hierover vertelde Schuitmaker dat hij met veel respect voor zowel Kartner als Mieke de bewerking maakte.
Engelbewaarder had succes begin 2023 mede doordat het meermaals werd gedeeld op mediaplatform TikTok. Mieke reageerde positief op de cover. Dit deed zij via een bericht op Facebook. Ook werd de single door de dj's Wouter van der Goes en Frank van 't Hof veelvuldig gedraaid op NPO Radio 2.
Schuitmaker had succes met de single in de hitlijsten van Nederland. De single piekte op de nummer 1-positie van de Single Top 100 en stond zeven weken op deze positie. In totaal stond de single 55 weken in deze hitlijst. De Nederlandse Top 40 op Qmusic werd eerst niet bereikt; de single kwam hier tot de 4e positie van de Tipparade. Enkele weken nadat de single de Tipparade had verlaten, kwam deze toch binnen in de Nederlandse Top 40. De single stond hier 25 weken in en piekte op de 4e positie. In de 538 Top 50 werd de 7e positie behaald.
De single had sinds 26 april 2023 in Nederland de gouden status. Op 14 juni 2023 kreeg Schuitmaker een platina plaat uitgereikt voor zijn nummer Engelbewaarder. Eind 2023 kreeg het de dubbelplatina status. In december 2023 was het de meest aangevraagde plaat bij de actie Serious Request van radiozender 3FM en bereikte het, na een oproep van NPO Radio 2-dj's Wouter van der Goes en Frank van 't Hof, ook de NPO Radio 2 Top 2000. Deze draaiden het ook tijdens hun afscheidsuitzending op NPO Radio 2 op 23 januari 2024.
Voor het EK voetbal van 2024 in Duitsland maakte hij in mei dat jaar een nieuwe versie met als titel Oranjebewaarder. Hiervoor schreef hij op de melodie van het lied een aangepaste tekst over het EK met daarin een verwijzing naar het jaar 1988, het jaar waarin Nederland in het in West-Duitsland gehouden EK won. Deze versie gebruikte supermarktketen Jumbo in zijn reclamecampagne voor het EK. 
In juni dat jaar stond Engelbewaarder op nummer 1 in de "Foute 1500" van radiozender Qmusic.

### Hitnoteringen

#### Nederlandse Top 40
| Hitnotering: 01-04-2023 t/m 16-09-2023 | Hitnotering: 01-04-2023 t/m 16-09-2023 | Hitnotering: 01-04-2023 t/m 16-09-2023 | Hitnotering: 01-04-2023 t/m 16-09-2023 | Hitnotering: 01-04-2023 t/m 16-09-2023 | Hitnotering: 01-04-2023 t/m 16-09-2023 | Hitnotering: 01-04-2023 t/m 16-09-2023 | Hitnotering: 01-04-2023 t/m 16-09-2023 | Hitnotering: 01-04-2023 t/m 16-09-2023 | Hitnotering: 01-04-2023 t/m 16-09-2023 | Hitnotering: 01-04-2023 t/m 16-09-2023 | Hitnotering: 01-04-2023 t/m 16-09-2023 | Hitnotering: 01-04-2023 t/m 16-09-2023 | Hitnotering: 01-04-2023 t/m 16-09-2023 | Hitnotering: 01-04-2023 t/m 16-09-2023 | Hitnotering: 01-04-2023 t/m 16-09-2023 | Hitnotering: 01-04-2023 t/m 16-09-2023 | Hitnotering: 01-04-2023 t/m 16-09-2023 | Hitnotering: 01-04-2023 t/m 16-09-2023 | Hitnotering: 01-04-2023 t/m 16-09-2023 | Hitnotering: 01-04-2023 t/m 16-09-2023 | Hitnotering: 01-04-2023 t/m 16-09-2023 | Hitnotering: 01-04-2023 t/m 16-09-2023 | Hitnotering: 01-04-2023 t/m 16-09-2023 | Hitnotering: 01-04-2023 t/m 16-09-2023 | Hitnotering: 01-04-2023 t/m 16-09-2023 | Hitnotering: 01-04-2023 t/m 16-09-2023 |
| Week:                                  | 1                                      | 2                                      | 3                                      | 4                                      | 5                                      | 6                                      | 7                                      | 8                                      | 9                                      | 10                                     | 11                                     | 12                                     | 13                                     | 14                                     | 15                                     | 16                                     | 17                                     | 18                                     | 19                                     | 20                                     | 21                                     | 22                                     | 23                                     | 24                                     | 25                                     |                                        |
| -------------------------------------- | -------------------------------------- | -------------------------------------- | -------------------------------------- | -------------------------------------- | -------------------------------------- | -------------------------------------- | -------------------------------------- | -------------------------------------- | -------------------------------------- | -------------------------------------- | -------------------------------------- | -------------------------------------- | -------------------------------------- | -------------------------------------- | -------------------------------------- | -------------------------------------- | -------------------------------------- | -------------------------------------- | -------------------------------------- | -------------------------------------- | -------------------------------------- | -------------------------------------- | -------------------------------------- | -------------------------------------- | -------------------------------------- | -------------------------------------- |
| Positie:                               | 34                                     | 22                                     | 18                                     | 10                                     | 8                                      | 4                                      | 4                                      | 6                                      | 6                                      | 6                                      | 7                                      | 6                                      | 6                                      | 5                                      | 5                                      | 7                                      | 10                                     | 11                                     | 13                                     | 16                                     | 20                                     | 24                                     | 26                                     | 28                                     | 33                                     | uit                                    |

#### Single Top 100
| Hitnotering: 04-02-2023 tot heden | Hitnotering: 04-02-2023 tot heden | Hitnotering: 04-02-2023 tot heden | Hitnotering: 04-02-2023 tot heden | Hitnotering: 04-02-2023 tot heden | Hitnotering: 04-02-2023 tot heden | Hitnotering: 04-02-2023 tot heden | Hitnotering: 04-02-2023 tot heden | Hitnotering: 04-02-2023 tot heden | Hitnotering: 04-02-2023 tot heden | Hitnotering: 04-02-2023 tot heden | Hitnotering: 04-02-2023 tot heden | Hitnotering: 04-02-2023 tot heden | Hitnotering: 04-02-2023 tot heden | Hitnotering: 04-02-2023 tot heden | Hitnotering: 04-02-2023 tot heden | Hitnotering: 04-02-2023 tot heden | Hitnotering: 04-02-2023 tot heden | Hitnotering: 04-02-2023 tot heden | Hitnotering: 04-02-2023 tot heden | Hitnotering: 04-02-2023 tot heden |
| Week:                             | 1                                 | 2                                 | 3                                 | 4                                 | 5                                 | 6                                 | 7                                 | 8                                 | 9                                 | 10                                | 11                                | 12                                | 13                                | 14                                | 15                                | 16                                | 17                                | 18                                | 19                                | 20                                |
| --------------------------------- | --------------------------------- | --------------------------------- | --------------------------------- | --------------------------------- | --------------------------------- | --------------------------------- | --------------------------------- | --------------------------------- | --------------------------------- | --------------------------------- | --------------------------------- | --------------------------------- | --------------------------------- | --------------------------------- | --------------------------------- | --------------------------------- | --------------------------------- | --------------------------------- | --------------------------------- | --------------------------------- |
| Positie:                          | 75                                | 75                                | 72                                | 59                                | 89                                | 70                                | 36                                | 37                                | 29                                | 10                                | 5                                 | 5                                 | 1                                 | 1                                 | 2                                 | 2                                 | 3                                 | 1                                 | 2                                 | 1                                 |
| Week:                             | 21                                | 22                                | 23                                | 24                                | 25                                | 26                                | 27                                | 28                                | 29                                | 30                                | 31                                | 32                                | 33                                | 34                                | 35                                | 36                                | 37                                | 38                                | 39                                | 40                                |
| Positie:                          | 1                                 | 2                                 | 2                                 | 2                                 | 1                                 | 1                                 | 2                                 | 3                                 | 3                                 | 3                                 | 7                                 | 6                                 | 7                                 | 12                                | 12                                | 14                                | 17                                | 19                                | 19                                | 22                                |
| Week:                             | 41                                | 42                                | 43                                | 44                                | 45                                | 46                                | 47                                | 48                                | 49                                | 50                                | 51                                | 52                                | 53                                | 54                                |                                   |                                   |                                   |                                   |                                   |                                   |
| Positie:                          | 24                                | 26                                | 33                                | 30                                | 37                                | 46                                | 47                                | 45                                | 8                                 | 25                                | 26                                | 29                                | 32                                | 35                                |                                   |                                   |                                   |                                   |                                   |                                   |

#### NPO Radio 2 Top 2000
| Nummer met noteringen in de NPO Radio 2 Top 2000 | '23 | '24 |
| ------------------------------------------------ | --- | --- |
| Engelbewaarder                                   | 243 | 187 |

1. ↑  Een vetgedrukt getal geeft de hoogste notering aan.
2. ↑  2023 was het eerste jaar met een notering voor dit nummer.